# Jaroslav Rybakov
Jaroslav Vladimirovitsj (Jaroslav) Rybakov (Russisch: Ярослав Владимирович Рыбаков) (Mogilyev, 22 november 1980) is een Russische atleet, die gespecialiseerd is in het hoogspringen. Hij werd wereldkampioen, Europees kampioen en meervoudig Russisch kampioen op deze discipline. Ook nam hij tweemaal deel aan de Olympische Spelen en won hierbij één bronzen medaille.

## Biografie
Op het WK junioren in 1998 werd hij achtste. Hierna werd Rybakov in 2001 zevende op het WK indoor en behaalde hij samen met zijn landgenoot Vjatsjelav Voronin een gedeelde zilveren medaille op het WK 2001 in Edmonton achter de Duitser Martin Buss (goud). In 2002 werd hij Europees kampioen hoogspringen en op het WK 2005 in Helsinki moest hij opnieuw het zilver delen, ditmaal met de Cubaan Víctor Moya. In 2006 won hij het hoogspringen op het WK indoor en werd vijfde op de Europese kampioenschappen atletiek 2006 in Göteborg.
Op het WK 2007 in Osaka won Jaroslav Rybakov zilver met een nieuw persoonlijk record van 2,35 m. Zijn persoonlijk indoorrecord van 2,38 behaalde hij op het EK indoor in 2005. Hiermee werd hij tweede achter Stefan Holm.
Hij is aangesloten bij Moskva Army.

## Titels
- Wereldkampioen hoogspringen - 2009
- Wereldkampioen hoogspringen (indoor) - 2006
- Europees kampioen hoogspringen - 2002
- Russisch kampioen hoogspringen (indoor) - 2004
- Russisch kampioen hoogspringen (outdoor) - 2002, 2003, 2004

## Persoonlijke records
Outdoor
| Onderdeel    | Prestatie | Datum            | Plaats |
| ------------ | --------- | ---------------- | ------ |
| hoogspringen | 2,35 m    | 29 augustus 2007 | Osaka  |

Indoor
| Onderdeel    | Prestatie | Datum            | Plaats       |
| ------------ | --------- | ---------------- | ------------ |
| hoogspringen | 2,38 m    | 5 maart 2005     | Madrid       |
| zevenkamp    | 5800 p    | 20 februari 2000 | Tsjeljabinsk |

## Prestaties

### Kampioenschappen
| Jaar | Wedstrijd            | Plaats      | Resultaat | Extra  |
| ---- | -------------------- | ----------- | --------- | ------ |
| 1998 | WK junioren          | Annecy      | 5e        | 2,18 m |
| 2001 | WK indoor            | Moskou      | 7e        | 2,25 m |
| 2001 | WK                   | Edmonton    | 2e        | 2,33 m |
| 2002 | EK indoor            | Wenen       | 3e        | 2,30 m |
| 2002 | EK                   | München     | 1e        | 2,31 m |
| 2002 | Wereldbeker          | Madrid      | 1e        | 2,31 m |
| 2003 | EK indoor beker      | Leipzig     | 2e        | 2,26 m |
| 2003 | WK indoor            | Birmingham  | 2e        | 2,33 m |
| 2003 | WK                   | Parijs      | 9e        | 2,25 m |
| 2003 | Wereldatletiekfinale | Monte Carlo | 1e        | 2,30 m |
| 2004 | WK indoor            | Boedapest   | 2e        | 2,32 m |
| 2004 | Olympische Spelen    | Athene      | 6e        | 2,32 m |
| 2004 | Wereldatletiekfinale | Monte Carlo | 2e        | 2,30 m |
| 2005 | EK indoor            | Madrid      | 2e        | 2,38 m |
| 2005 | WK                   | Helsinki    | 2e        | 2,29 m |
| 2005 | Wereldatletiekfinale | Monte Carlo | 3e        | 2,32 m |
| 2006 | WK indoor            | Moskou      | 1e        | 2,37 m |
| 2006 | EK                   | Göteborg    | 5e        | 2,30 m |
| 2006 | Wereldatletiekfinale | Stuttgart   | 3e        | 2,29 m |
| 2007 | WK                   | Osaka       | 2e        | 2,35 m |
| 2007 | Wereldatletiekfinale | Stuttgart   | 6e        | 2,27 m |
| 2008 | WK indoor            | Valencia    | 2e        | 2,34 m |
| 2008 | Olympische Spelen    | Athene      | 3e        | 2,34 m |
| 2009 | WK                   | Berlijn     | 1e        | 2,32 m |
| 2010 | WK indoor            | Doha        | 2e        | 2,31 m |

### Golden League-podiumplaatsen
| Jaar | Wedstrijd             | Plaats      | Resultaat | Extra  |
| ---- | --------------------- | ----------- | --------- | ------ |
| 2002 | Weltklasse Zürich     | Zürich      | 3e        | 2,31 m |
| 2005 | Meeting Gaz de France | Saint-Denis | 3e        | 2,30 m |
| 2005 | Bislett Games         | Oslo        | 3e        | 2,25 m |
| 2005 | ISTAF                 | Berlijn     | 1e        | 2,32 m |

### Diamond League-podiumplaats
| Jaar | Wedstrijd    | Plaats   | Resultaat | Extra  |
| ---- | ------------ | -------- | --------- | ------ |
| 2010 | Athletissima | Lausanne | 2e        | 2,33 m |

1983 Hennadi Avdjejenko ·
1987 Patrik Sjöberg ·
1991 Charles Austin ·
1993 Javier Sotomayor ·
1995 Troy Kemp ·
1997 Javier Sotomayor ·
1999 Vjatsjelav Voronin ·
2001 Martin Buß ·
2003 Jacques Freitag ·
2005 Joeri Krymarenko ·
2007 Donald Thomas ·
2009 Jaroslav Rybakov ·
2011 Jesse Williams ·
2013 Bohdan Bondarenko ·
2015 Derek Drouin ·
2017 Mutaz Essa Barshim ·
2019 Mutaz Essa Barshim ·
2022 Mutaz Essa Barshim ·
2023 Gianmarco Tamberi